# حشره‌خوار سیاه آفریقایی
حشره‌خوار سیاه آفریقایی (نام علمی: Crocidura nigrofusca) نام یک گونه از سرده حشره‌خوارهای دندان‌سفید است.